# Campus Confessions
Campus Confessions é um filme estadunidense de 1938, uma comédia romântico-musical dirigida por George Archainbaud, com participação de Betty Grable em seu primeiro papel de protagonista, e o jogador de basquete americano Hank Luisetti em sua única aparição no cinema.

## Elenco
- Betty Grable ...Joyce Gilmore
- Eleanore Whitney ...Susie Quinn
- William Henry ...Wayne Atterbury, Jr.
- Fritz Feld ...'Lady MacBeth'
- John Arledge ...Freddy Fry
- Thurston Hall ...Wayne Atterbury, Sr.
- Roy Gordon ...Dean Wilton
- Lane Chandler ... treinador Parker
- Richard Denning ...Buck Hogan
- Matty Kemp ...Ed Riggs
- Sumner Getchell ...'Blimp' Garrett
- Hank Luisetti ... ele mesmo